# 底青云
底青云（1964年12月—），女，回族，河北藁城人，中国应用地球物理学家，中国科学院地质与地球物理研究所研究员、博士生导师，中国科学院院士。